# Finetuui Moala
Finetuui Moala (20 de julio de 1988) es un deportista tongano que compite en judo. Ganó una medalla de plata en el Campeonato de Oceanía de Judo de 2017 en la categoría de +100 kg.

## Palmarés internacional
| Campeonato de Oceanía | Campeonato de Oceanía | Campeonato de Oceanía | Campeonato de Oceanía |
| Año                   | Lugar                 | Medalla               | Categoría             |
| --------------------- | --------------------- | --------------------- | --------------------- |
| 2017                  | Nukualofa (Tonga)     | Medalla de plata      | +100 kg               |